# Calhoun Falls
Calhoun Falls è un comune degli Stati Uniti d'America, situato in Carolina del Sud, nella Contea di Abbeville.